# Bouwgeschiedenis van het kasteel van Versailles

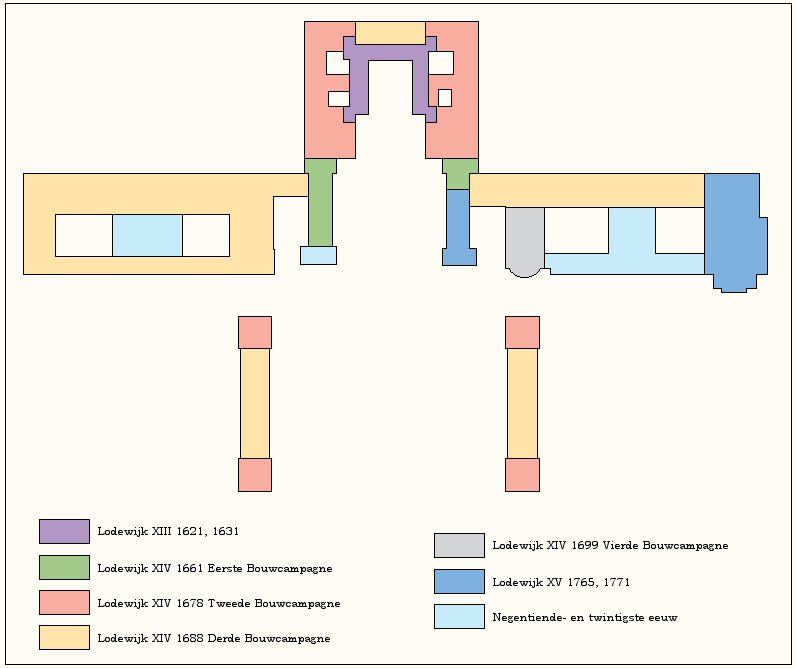
Bouwgeschiedenis van het kasteel van Versailles.

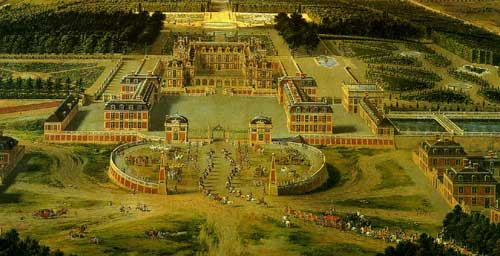
Versailles in 1668 door Piere Pattel. Het perspectief is misleidend. De stallen en het cavaliershuis zijn groter dan hier wordt gesuggereerd.

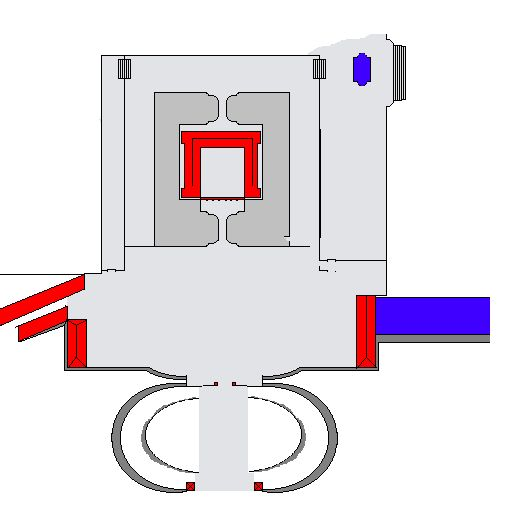
Versailles in 1623. Het kleine kasteeltje van Lodewijk XIII.

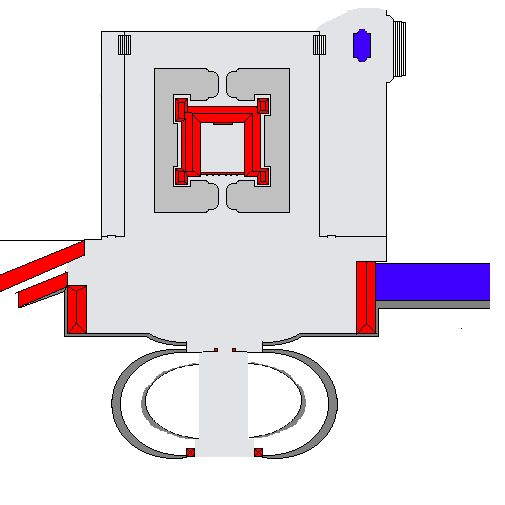
Versailles in 1638. Lodewijk XIII bouwde op iedere hoek vier salons met mansardes.

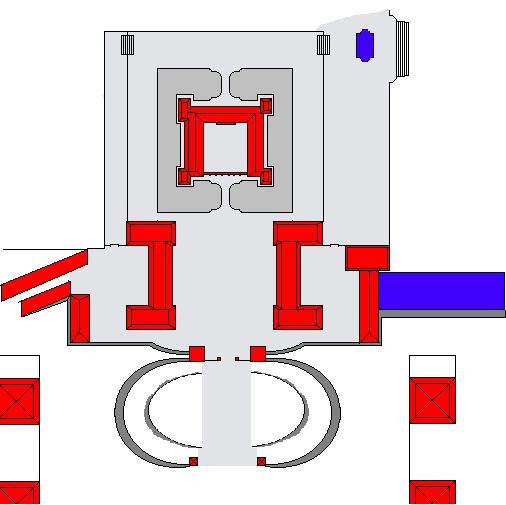
Versailles in 1668. De eerste uitbreiding door Lodewijk XIV. Stallen, een driehoekige kennel en een "grot van Thetis" flankeren het kasteeltje.

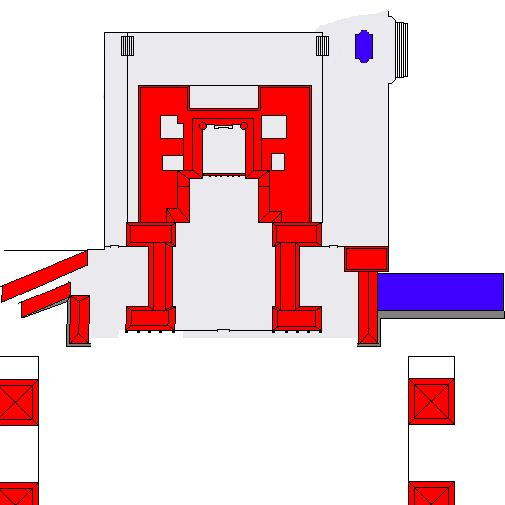
Versailles in 1674. De grote zalenreeksen aan weerskanten verbinden het kasteel met de stallen en het cavaliershuis. Deze worden verbouwd tot woonruimten. De droge gracht is verdwenen.

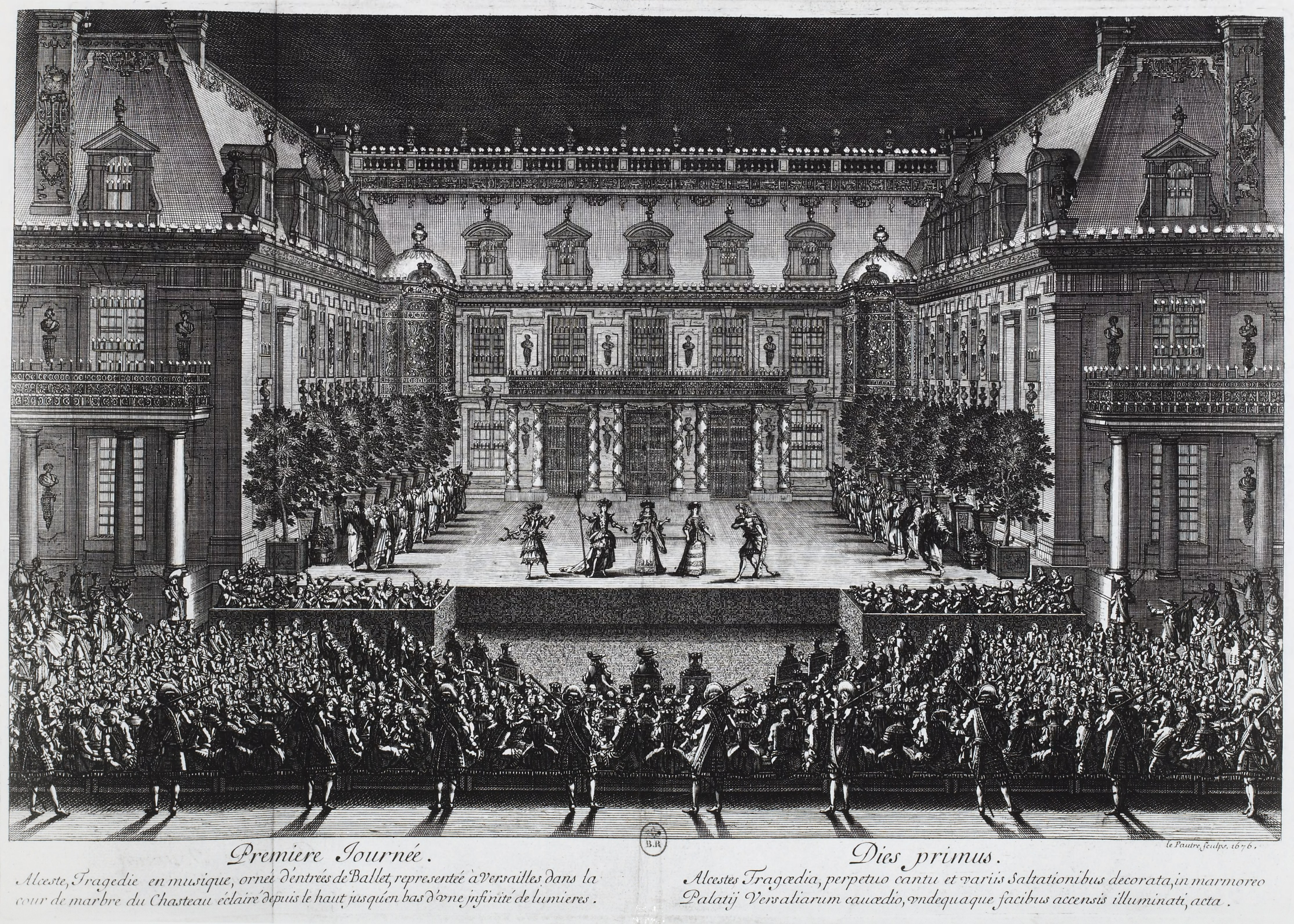
Een toneelvoorstelling op het marmeren voorhof. Het centrale paviljoen heeft hier nog maar twee verdiepingen. Op de hoeken van het marmeren binnenhof zijn vergulde ronde vogelkooien aangebracht

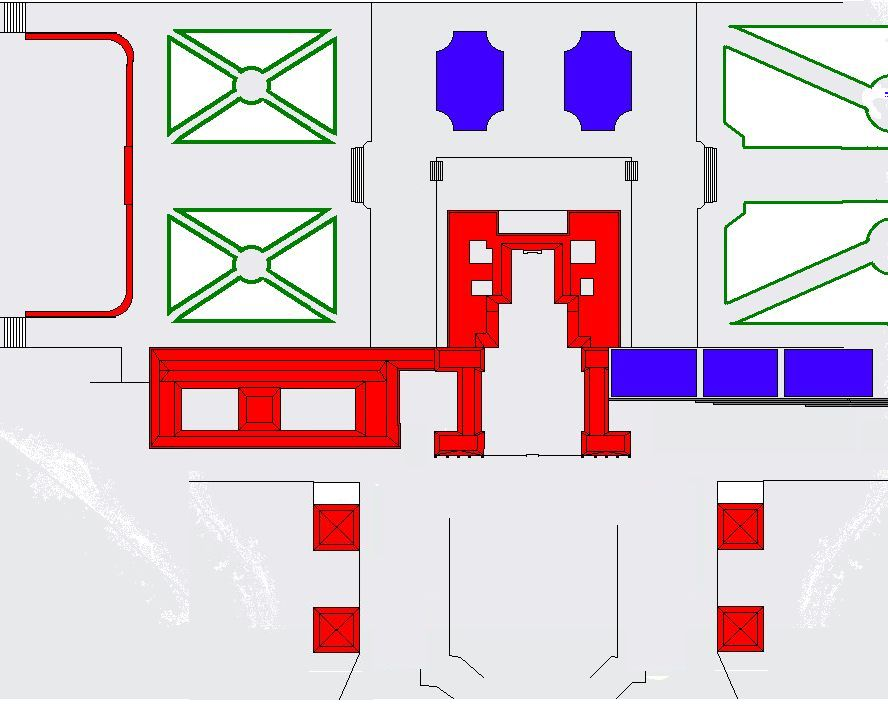
Versailles in 1672. Reusachtige terrassen, een oranjerie en een zuid- of prinsenvleugel werden gebouwd. Rechts van het kasteel liggen grote reservoirs met water voor de fonteinen.

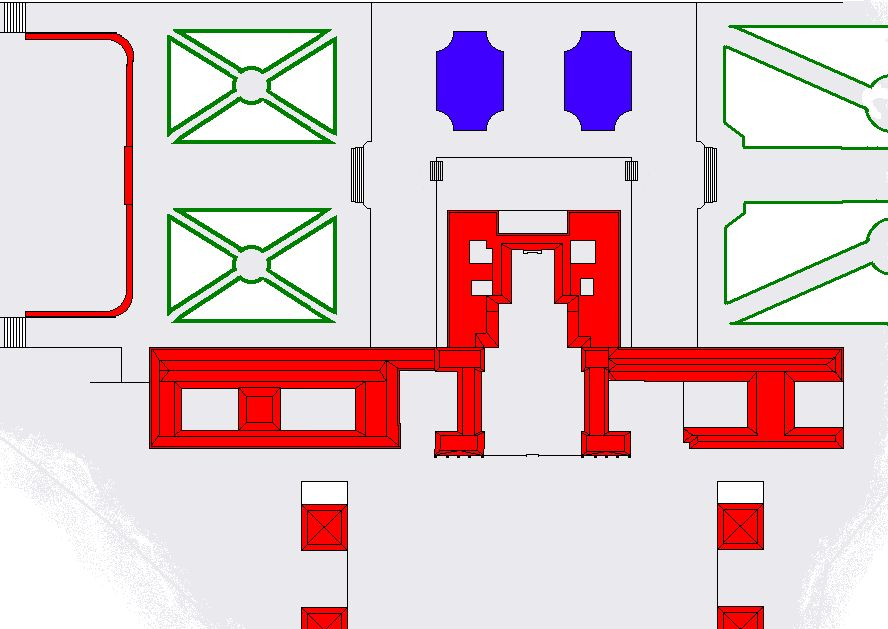
Versailles in de late jaren 70. De Noord- of edelenvleugel is gebouwd. Men bouwt aan de vleugels van de ministers.

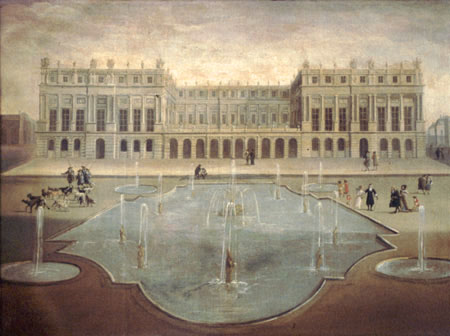
Het terras van het corps de logis.

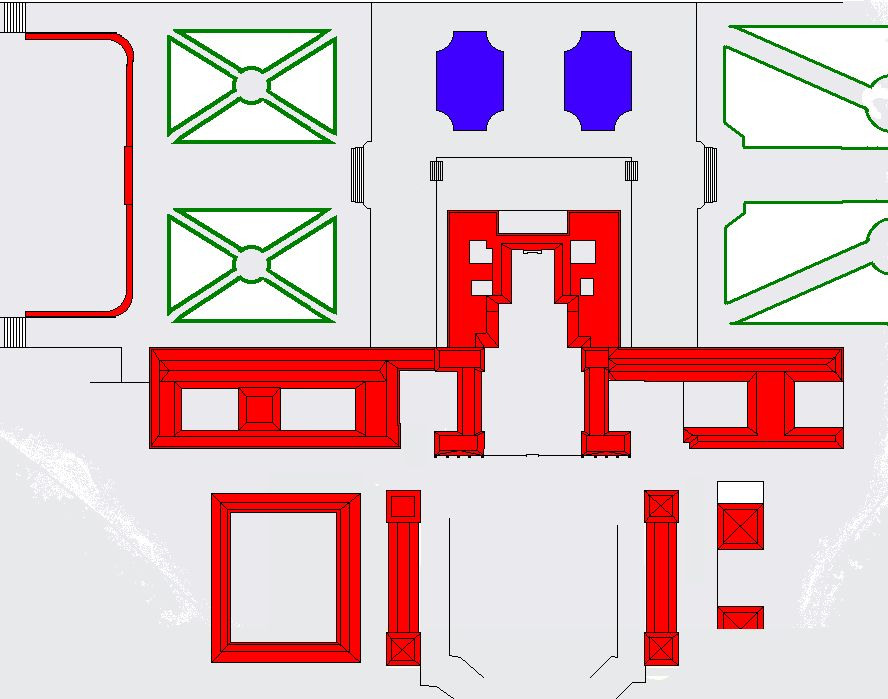
Rond 1680 waren ook de ministervleugels en de grote communs, dienstgebouwen, gereed. Op het zuiden ligt nog een terras ter hoogte van de bel-etage waar spoedig de spiegelzaal zal verrijzen.

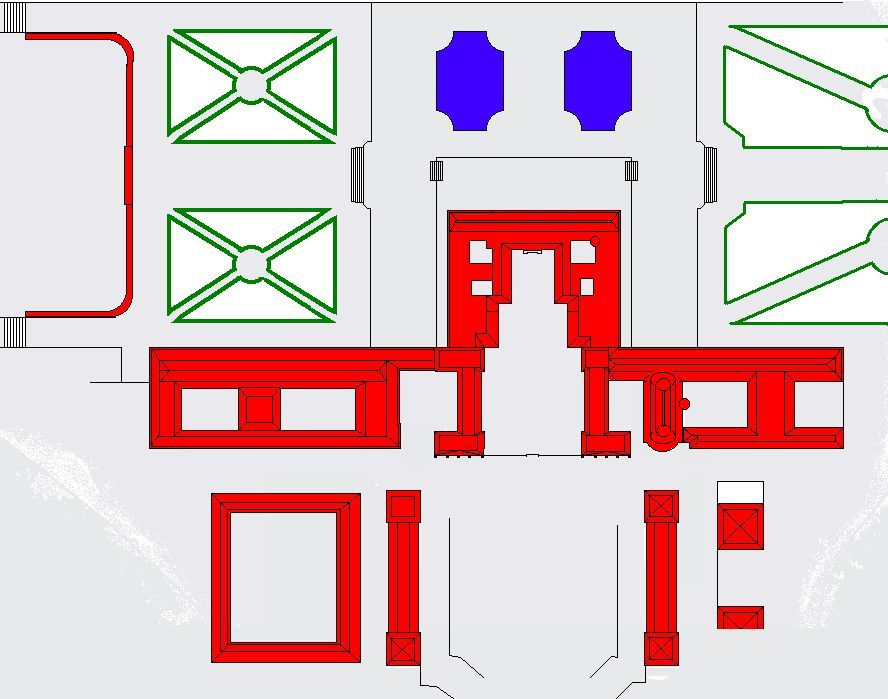
Versailles in 1715. De spiegelzaal, let op de hoge daken die daarvoor nodig zijn, en de kerk zijn gebouwd.

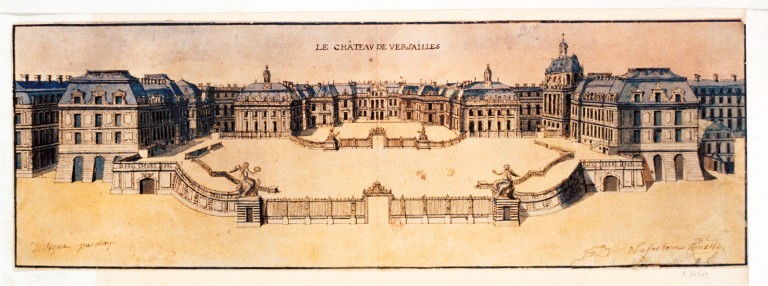
Versailles in 1715.

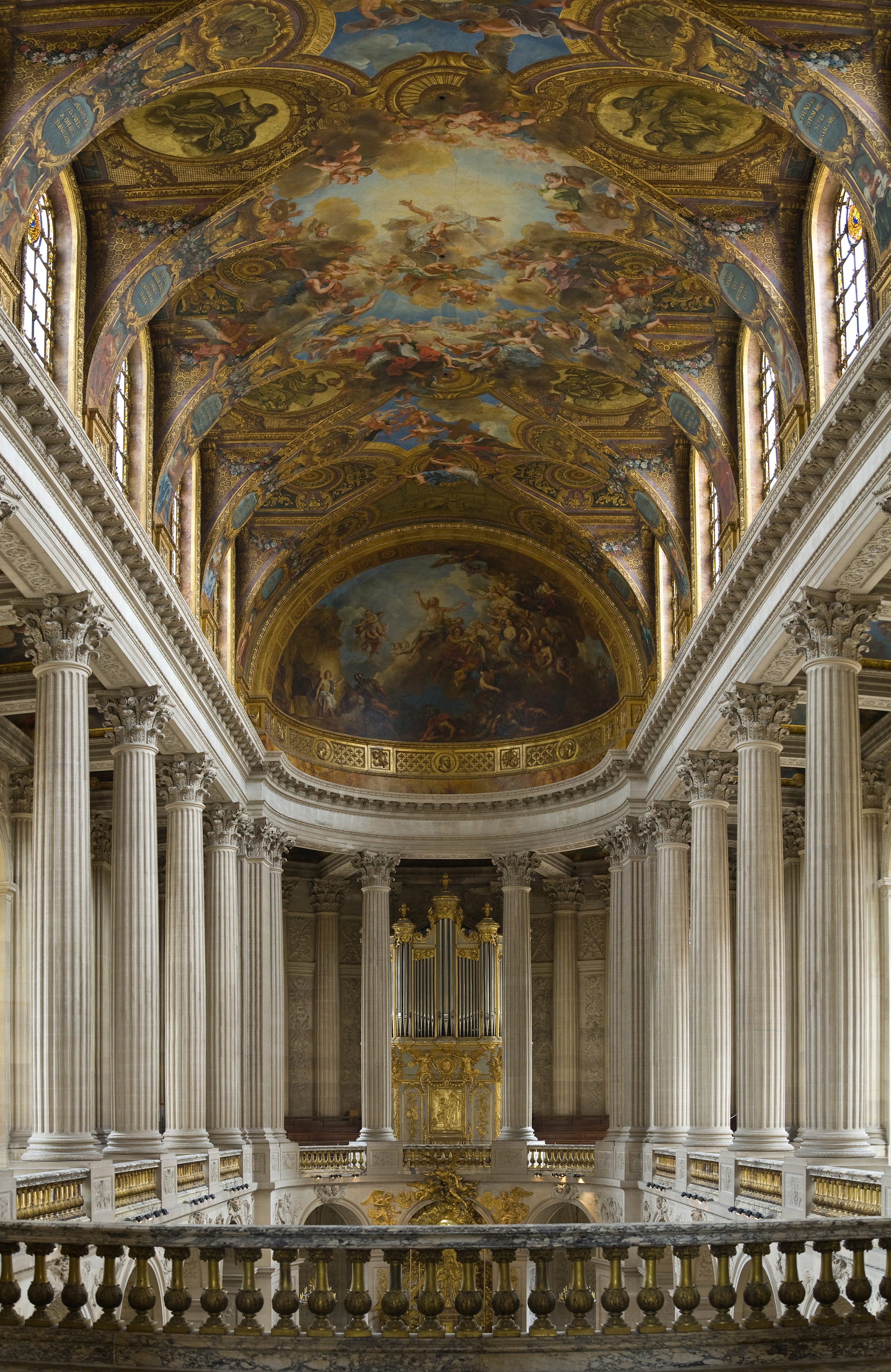
De kapel gezien vanuit de Koninklijke Loge

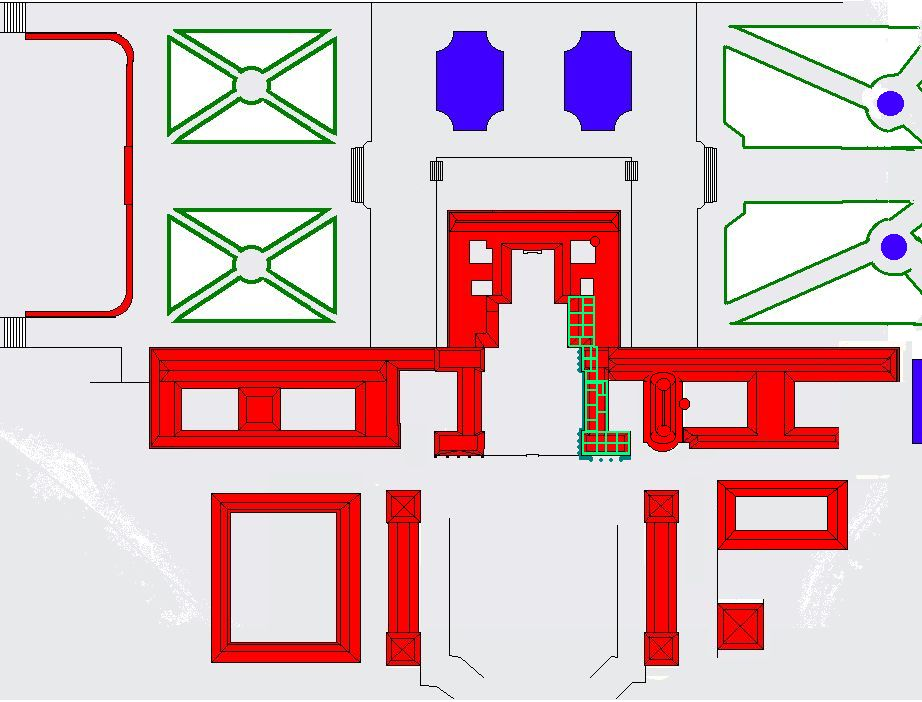
Versailles werd door Lodewijk XV verbouwd. De trap van de ambassadeurs en de woning van de commandant van de lijfwacht in de oostvleugel werden vervangen door intieme vertrekken voor de koning.

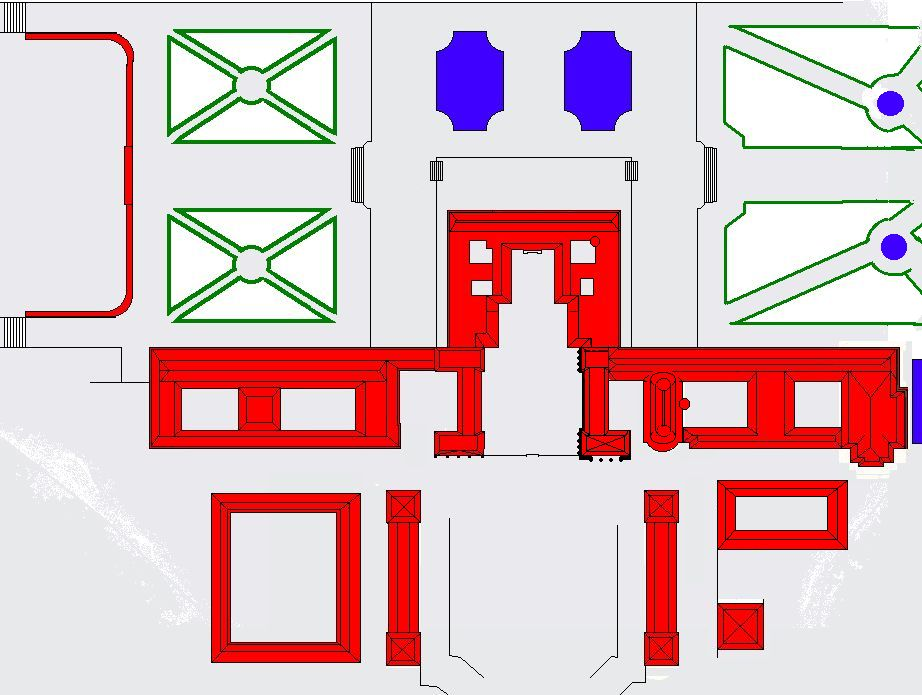
Lodewijk XV liet Gabriel een nieuwe façade ontwerpen. Alleen dit deel (in groen) werd afgebouwd. Versailles kreeg ook een opera aan het einde van de noordvleugel.

Het kasteel van Versailles werd in fasen gebouwd en verbouwd. Niet alle verbouwingen zijn behoorlijk gedocumenteerd en ook de kenners zijn het over de volgorde en datering niet altijd eens. Aan het kasteel is door opeenvolgende generaties meer dan driehonderd jaar gebouwd.
Bijzonder aan het gebouw is dat de opeenvolgende Franse koningen het gebouw eerder aanvulden dan grondig verbouwden. Lodewijk XIV heeft veel moeite gedaan om de gevels die door zijn vader waren gebouwd te bewaren. Dat de stijl van Lodewijk XIII niet meer mode was deed er voor hem niet toe.
De onder Lodewijk XIV gebouwde tuinfaçade is meer dan 350 meter lang en werd door het nageslacht ongewijzigd bewaard.
De gevels aan de stadskant zijn wél ingrijpend verbouwd maar Lodewijk XV en Lodewijk XVI bezaten niet de middelen om hun plan, naar ontwerpen van Gabriel, in hun geheel uit te voeren.
In het interieur is veel uit de regeringsperioden van Lodewijken bewaard gebleven. Aan deze vertrekken in de stijl van de barok, de rococo en het classicisme zijn tussen 1830 en 1848 nog zalen en galerijen in de stijlen van de vroege 19e eeuw toegevoegd. Er zijn in het gebouw quasi-middeleeuwse romantische en neogotische schilderijenzalen ingericht.
De verschillende restauratieopvattingen van de 19e en 20e eeuw hebben ook hun sporen nagelaten. De vele beelden van het nationalistische en educatieve museum dat Lodewijk Fillips in Versailles inrichtte zijn grotendeels verwijderd door latere conservatoren. Nu wordt het gebouw en het voorplein zo veel mogelijk teruggebracht in de toestand van 1789.
In 2009 was een deel van de daken van het centrale "Corps de logis" opnieuw verguld. De vergulde smeedijzeren hekken tussen de "Cour d'honneur" en het voorplein zijn weer in ere hersteld en de bestrating van het voorplein is opnieuw gelegd. Het 19e-eeuwse ruiterstandbeeld van Lodewijk XIV is verplaatst naar een plek buiten de hekken van het museum, dicht bij de stallen.

## Van Jachtslot tot werelderfgoed

### Het "kleine kaartenslot" van Lodewijk XIII
In het begin van de 17de eeuw was Versailles, de naam "Versailles-au-Val-de-Galie", is afgeleid van "versare", wat omgeploegd, gekeerd, land betekent, een boerendorp boven het moerassige dal van Galie. Lodewijk XIII ging graag jagen in het domein dat aan de familie Gondi toebehoorde. Wanneer het te laat werd viel aan terugkeer naar Saint-Germain-en-Laye te denken en de koning, de overnachtingen het vervallen jachtslotje van de familie Gondi en de plaatselijke herberg beu, bouwde in 1624 op de heuvel naast het dorp een klein jachtslot. Het kleine kasteel was, in de heersende stijl, opgetrokken in rode baksteen en stroken gele natuursteen. De architect was Philibert Le Roy. Om de gevels te verlevendigen werden er marmeren portretbustes op kleine consoles op de gevel geplaatst. Het gebouw was binnen een droge gracht gebouwd en alleen via de twee vaste bruggen te bereiken. In de bescheiden bijgebouwen, "communs" genoemd, was plaats voor de paarden en de kennel van de jachthonden.
Het kasteel telde toen 26 vertrekken en de tuin mat ruim 50 hectare; de bescheiden kostprijs was ruim 10.000 livres.
In 1632 liet Lodewijk XIII het kasteeltje uitbreiden met acht salons op de vier hoeken van het kasteeltje. De kostprijs steeg gestaag naar 250.000 livres waarvan 40.000 bestemd waren voor de tuin. Lodewijk XIII verbleef hier vaak en liet de regering over aan Kardinaal de Richelieu.
Gedurende de regeringsperiode van Lodewijk XIII was Versailles nog een rustig kasteeltje met ruimte voor niet meer dan een bescheiden hofhouding; de Hertog d'Enghien schrijft hierover:
"Hier zijn bijna geen vrouwen en weinig mannen..." Een dubbelzinnige toespeling op Lodewijks voorliefde voor knappe jongens.

### De eerste bouwcampagne van Lodewijk XIV
Na de dood van Lodewijk XIII in 1643 werd het kasteel een tijdje verlaten. Lodewijk XIV bezocht Versailles pas in 1651 voor het eerst. De jonge koning had een hekel aan Parijs waar hij "La Fronde", een opstand, had meegemaakt. Ondanks de talrijke beschikbare residenties in en om Parijs, zoals Saint-Germain-en-Laye, het Louvre, Vincennes, de Tuilerieën en Fontainebleau wilde de vorst zijn intrek in Versailles nemen, maar stuitte hierbij op verzet van zijn politiek adviseurs, Mazarin, Colbert en Kanselier Séguier. Dat bleef zo totdat Lodewijk XIV in 1661 de politieke macht naar zich toetrok. Nadat Kardinaal de Mazarin in 1661 was overleden erfde de jonge Lodewijk niet alleen diens enorme vermogen, hij erfde ook een zin voor kunst en esthetiek, de Italiaanse smaak die Europa beheerste.
De jonge Lodewijk XIV was, net als zijn vader, een liefhebber van de jacht; een nieuw verblijf op enige kilometers van het drukke Louvre was dan ook een ideaal verblijf voor Lodewijk die Parijs verafschuwde. Lodewijk liet tussen 1655 en 1679 door architect Le Vau de eerste vergrotingswerken uitvoeren. Daarmee gaf hij het startsignaal voor een megalomaan project waaraan de Franse koningen tot in de 19de eeuw zouden blijven bouwen.
In het hoofdgebouw lag de slaapkamer des Konings centraal. Rechts daarvan was het appartement van de koning en links dat van de Koningin. Op de begane grond waren de appartementen van de Dauphin (kroonprins) en zijn vrouw.
Voor het hoofdgebouw, het "Corps de logis", verrezen twee identieke bijgebouwen. Zij waren elf traveeën breed en op de hoeken stonden paviljoens. Er was ruimte voor 56 paarden maar de hofhouding kreeg kleine, overvolle ruimten toegewezen. Het exterieur was in de kleurrijke Franse renaissance-stijl van Le Roy gehouden.
Het nieuwe voorplein, het "Place d'Armes" was omgeven door een fraai smeedijzeren hek en twee royale portiersloges en voor dat hek stonden twee bakstenen obelisken.
In een halve cirkel rond het voorplein werden twaalf "communs" gebouwd. Deze vierkante bakstenen gebouwen van drie verdiepingen boden ruimte aan de hofhouding.

#### De tweede bouwfase onder Lodewijk XIV
De architecten drongen erop aan het slecht gefundeerde kleine jachtslot te slopen, zodat zij vrij hun gang konden gaan. Alleen dan kon een harmonieus en doelmatig ingedeelde residentie worden gebouwd, naar de modernste opvattingen uit die tijd. De minister van Financiën, Colbert, wees de koning op de mogelijkheden die het Louvre bood. De reusachtige plannen voor de uitbreiding van het Louvre dat met enorme vleugels met de Tuilerieën verbonden zou moeten worden zouden het gehele beschikbare bouwbudget opeisen. Lodewijk negeerde de waarschuwing van zijn minister en wees sloopplannen resoluut van de hand. De pogingen om een groot en luisterrijk paleis te combineren met de bouwkundige kern die uiteindelijk niet meer dan een jachtslotje is, hebben de architecten van het kasteel zeer gehinderd.
De koning kwam na 1665 wekelijks de werken inspecteren vanuit Saint-Germain-en-Laye. Hij wandelde dan door de tuin en hing een paar schilderijen op.
Aan de tuinzijde van het kasteeltje werd een uitgebreide uitbouw, de zogenaamde "enveloppe", een reeks grote vertrekken, gebouwd. In de zomers van de jaren 60 liet de nog jonge koning een reeks schitterende feesten, met carrousels, balletvoorstellingen, gemaskerde bals en vuurwerk, houden in het park van Versailles. Het voorplein, de "Cour d'Honneur", leende zich uitstekend als toneeldecor. De koning trad zèlf op in de balletvoorstellingen en stelde dan Apollo, de zonnegod voor. Aan deze feesten dankt Lodewijk zijn bijnaam van "zonnekoning" en het motief van de zon of Apollo werd overal in het huis en in de tuinen herhaald.
Men schat dat er in deze periode ongeveer 300 hovelingen waren.

#### De derde bouwfase onder Lodewijk XIV
Het kleine jachtslot werd dus de kern van een reusachtig bouwwerk en dat had consequenties voor de indeling van het paleis.
Er is geen logische volgorde in de zalen en de ramen zitten vaak op de verkeerde plaatsen.
Het ontbrak en ontbreekt het paleis ook aan representatieve en logisch aangebrachte trappen.
Versailles kende lange tijd ook geen balzaal, geen eetzaal en geen vaste kapel.
Colbert schreef in 1670 in een memorandum aan zijn koning dat "alles wat in Versailles gebouwd wordt lapwerk is omdat de koning grillige opdrachten geeft en er geen visie aan de plannen ten grondslag ligt". De eigenzinnige koning trok zich de kritiek niet aan en liet een deel van de eerste bouwfase weer slopen. Aan de campagne van na 1670 danken we de spiegelzaal, die de plaats van een groot marmeren terras innam, en de grote zijvleugels.
Het nageslacht kan in de voorgevel van Versailles een stijlkaart van de Franse bouwkunst zien. De kenmerkende bouwstijl van de vroege 17e eeuw, de late 17e eeuw en die van het midden van de 18e eeuw zien we, dankzij de beslissing van de Zonnekoning om de kern van het oude kasteel te bewaren, op de gevels langs het erehof naast elkaar.
Het kleine slot lag op een heuvel boven een drassig gebied.
Het uitbreiden van het kasteel en de aanleg van tuinen met werkende fonteinen was daarom een grote en kostbare uitdaging. Er was geen water voor de fonteinen en de grond was ongeschikt voor tuinaanleg.
Het kasteel lag op een plateau 162 meter boven het niveau van de Seine en in de omgeving was weinig water te vinden. Om de tuinen van water dat onder voldoende druk stond te voorzien liet Lodewijk met de "Machine de Marly", een ingewikkeld raderwerk, water uit de Seine oppompen. Grote aquaducten brachten het water naar Versailles, maar het resultaat was onbevredigend.
Tijdens de regering van de Zonnekoning konden niet alle fonteinen tegelijk werken en was het water groenig, troebel en onwelriekend.
Het kasteel kostte fortuinen, maar zorgde ook voor grote werkgelegenheid; bij de bouw waren duizenden arbeiders te werk gesteld. Lodewijk, die als absoluut monarch geen verschil maakte tussen de staatskas en zijn eigen financiën, besteedde ongeveer 6 procent van de totale staatsuitgaven aan Versailles.
De precieze kosten bedroegen 80 miljoen livres. Daarbij waren ook de zeer kostbare waterwerken inbegrepen. De inzet van mankracht was indrukwekkend; in sommige jaren werkten 22000 arbeiders aan de bouw en vooral aan de kanalen en aquaducten. In de 20 jaar tussen 1664 en 1684 stierven 227 mensen tijdens ongelukken op de bouwterreinen. Dat aantal én de kosten van Versailles zijn steeds enorm overdreven door de politieke tegenstanders van de koning. Voltaire schreef zelfs dat de bouw 500 miljoen livres had gekost. Tijdens de revolutie sprak Mirabeau van 1200 miljoen. Madame de Sévigné schreef in een vaak aangehaalde brief aan haar dochter dat er "elke nacht karrevrachten lijken worden afgevoerd".
Eerst werd een grote zuidvleugel gebouwd die neerkeek op een ruime oranjerie voor duizend sinaasappelbomen in potten en talloze palmen. In de zuidvleugel werden de appartementen van de prinsen, de "kinderen van Frankrijk", en de "Prinsen van den Bloede", ingericht.
Om de hoogteverschillen te overwinnen werd een trap met honderd treden aangelegd.
De façade aan de tuinzijde werd later ook aangevuld met een noordvleugel met tientallen hokkerige appartementen voor de edelen. Bij het indelen van de binnenruimten werd merkwaardig genoeg geen rekening gehouden met de vensters zodat er ruimten zonder vensters en met gedeelde vensters ontstonden. Langs het binnenhof werden open stenen galerijen gebouwd.
Voor de noordvleugel werden de "grot van Thetis", een schelpengrot met "bedriegertjes", en een deel van de hooggelegen reservoirs met water voor de fonteinen opgeofferd.
In 1668 had Lodewijk het dorp Trianon en de eromheen liggende gronden aangekocht. Hij liet het dorp afbreken om het kasteelpark te vergroten. In het grote park bouwde Lodewijk een lustpaviljoen dat het "Trianon de Porcelaine" werd genoemd. Dit barokke gebouwtje in quasi Chinese stijl (niemand in Europa wist immers hoe China er eigenlijk uitzag) was al gauw bouwvallig en werd vervangen door het Grote Trianon dat ook wel "Trianon de Marbre", het "marmeren Trianon" werd genoemd.
Bouwvalligheid was een probleem waar Versailles veel mee te kampen had en heeft. De koning liet, zonder zich al te veel om de fundering te bekommeren, steeds weer nieuwe zalen en paviljoens bouwen en andere werken uitvoeren en trok daarvoor zo weinig tijd uit dat de mortel niet droog kon worden voordat de lambriseringen en het stucwerk werden aangebracht.
's Konings methode van bouwen werd als volgt gekarakteriseerd:" Ziet u die heuvel? Daar wil ik een meer. Ziet u dat moeras? Daar wil ik een heuvel."
Vanaf 6 mei 1682 is het kleine Versailles regeringscentrum en de eerste stad van Frankrijk voor Parijs.

#### Versailles in de laatste jaren van de Zonnekoning
Aan het einde van zijn lange regeringsperiode leek de zonnekoning uitgekeken op Versailles, een kasteel dat immers bevolkt werd door herinneringen van zijn jeugd. De enorme uitbreidingen zorgden ervoor dat de grootste charme, de intimiteit en betrekkelijke informaliteit van het geërfde kasteeltje, verloren waren gegaan.
Lodewijk trok zich meer en meer terug in de Trianons en wijde zich aan de bouw van het Kasteel van Marly.
Daar heerste een veel minder streng protocol en kon de oude man zich aan de blikken van de vele hovelingen en bezoekers onttrekken.

#### De Zwanenzang van Lodewijk XIV; de kapel
De grote kapel, opvolger van diverse tijdelijke kapellen elders in het slot, was het laatste grote bouwproject van de Zonnekoning. De kapel is op zich bijzonder fraai maar het hoge dak verstoort de eenheid van de gebouwen en werd daarom sterk bekritiseerd.
De aan de Heilige Lodewijk gewijde kapel stamt uit de laatste grote bouwcampagne van Lodewijk XIV. De Kapel bestaat uit 2 verdiepingen en is volledig uit wit marmer opgetrokken.
Ze werd gebouwd door Jules Hardouin-Mansart in 1689. Godsdienst was belangrijk in Versailles. De Koning zelf was katholiek en moest, zo meende hij, alleen aan God verantwoording afleggen (Droit Dévin). Om de band tussen de God en koning te benadrukken bracht het hof dagelijks vele uren in de kapel door.
Het Hoofdaltaar is versierd met 2 Engelen die de Heilige Geest vereren.
Deze verering van de Heilige Geest was belangrijk in het ancien régime; de kapel was ook de kapel van de Ordre du Saint-Esprit.
De koninklijke loge is gelegen op de eerste verdieping recht tegenover het Hoogaltaar, symbolisch voor de Confrontatie tussen God en de Vorst. De hovelingen keken tijdens de mis naar de Koning en alleen de koning en zijn familieleden keken naar het hoofdaltaar.
Boven het hoogaltaar staat een prachtig orgel, uitgevoerd in Frans-Barokke stijl.
Het plafond (35 m hoog) is schitterend versierd met fresco's, die de Goddelijke Almacht voorstellen. Aan de buitenkant is de Kapel versierd met beeldhouwwerk. Op het dak staan grote sculpturen van heiligen. Het dak is versierd met loden ornamenten. Een groot aantal van de beeldhouwwerken en sculpturen werd vervaardigd door Robert de Cotte.

### Lodewijk XV
Lodewijk XV betrok het kasteel van zijn overgrootvader pas toen hij de regering op zich nam. Net als zijn overgrootvader was hij een groot liefhebber van de jacht, die drie tot vier keer per week op jacht ging. Omdat deze man liefst een teruggetrokken leven wilde leiden was het bewonen van het reusachtige slot, waar je je moeilijk kon afzonderen, voor hem een zware last. Zijn eerste bouwproject was de bouw van de "salon van Hercules" op de plaats van de oude kapel van zijn overgrootvader. De salon is enigszins ouderwets gedecoreerd om niet te detoneren met de daarachter gelegen vertrekken.
De koning liet zich wel in de officiële slaapkamer naar bed brengen en zich ceremonieel "wekken" en aankleden, maar in werkelijkheid bracht hij de avond door in kleine achterafgelegen vertrekken en sliep hij ook in een andere, kleinere, slaapkamer.
Om het aantal privévertrekken te kunnen vergroten, werd de schitterende "trap van de ambassadeurs" afgebroken.
Op de zolderverdieping ontstonden prachtige, intieme, vertrekken voor de opeenvolgende koninklijke maîtresses: de dames Pompadour en Du Barry.
's Konings ongetrouwde dochters en de dauphins bewoonden de benedenverdieping van het centrale paviljoen. Daarvoor werden de grote badkamers van de Zonnekoning gesloopt.
De grote architect Ange-Jacques Gabriel ontwierp de opera in de rechtervleugel. Een ruimte die ook als balzaal dienst kan doen en bij het huwelijk van Marie Antoinette en 's konings kleinzoon en opvolger werd ingewijd.
Aan het eind van zijn regering bouwde Lodewijk XV nog het kleine Trianon, maar dat kwam tijdens zijn leven niet meer gereed.

### Lodewijk XVI
Ook voor de verlegen en tamelijk onbeduidende Lodewijk XVI was het kasteel zoiets als een veel te grote jas. De koning bewoonde het kasteel wel maar de sterk bijziende en weinig imponerende koning onttrok zich zo veel mogelijk aan het hofceremonieel.
Lodewijk XVI liet in 1780 een begin maken met het vervangen van de gevel aan de stadskant. Het ontwerp in classicistische stijl was van de hand van de bekende architect Gabriel.
De Franse financiën leden zwaar onder de kosten van de 7-jarige oorlog en de Franse steun aan de Amerikaanse Revolutie. De nieuwe gevels aan de stadszijde werden daarom nooit afgebouwd. Daaraan danken we het dat de unieke blik op gevels uit drie regeringen en evenzoveel stijlperioden langs het marmeren voorhof behouden bleef.
Voor zijn koningin Marie Antoinette liet Lodewijk XVI in het park van het Trianon een speels en romantisch "dorpje" het "Hameau de la Reine" bouwen.
De kosten van deze bouwwerken werden in de Franse samenleving enorm overdreven en zwaar bekritiseerd. De koningin werd alom gehaat en verantwoordelijk gehouden voor de hoge belastingen.
De koning resideerde in Versailles tot op 6 oktober 1789 een grote menigte 's nachts onverwacht het paleis bestormde en daarbij een aantal dappere lijfwachten doodde. De gehate koningin Marie Antoinette kon zich ternauwernood in de vertrekken van haar man in veiligheid brengen. Later die dag werd de koninklijke familie gedwongen om naar Parijs te vertrekken. Het Kasteel werd niet geplunderd maar het werd een tijdlang onbewoond, maar goed beheerd, achtergelaten.
Het Kasteel van Marly onderging een ander lot. Het lievelingskasteel van Lodewijk XIV werd tot fabriek omgebouwd en zou de Revolutie niet overleven.

### De Franse Revolutie, het einde van het Ancien Régime
Na het uitroepen van de republiek liet de Franse Conventie krachtens een wet van 19 juni 1792 de inhoud van het slot inventariseren en grotendeels veilen. Een deel van de fraaie meubels en schilderijencollectie, waaronder de Mona Lisa, werd naar het nieuwe museum in het Louvre gebracht.
Hyacinthe Richaud, burgemeester van Versailles, redde het kasteel door de Conventie te wijzen op het belang van het gebouw voor de gemeente Versailles en de vele mogelijkheden die er waren voor het gebruik van het enorme gebouwencomplex.
De op 22 oktober 1792 begonnen, maanden durende, veiling verspreidde de rest van de inventaris van het kasteel over heel Europa. Boeken en wetenschappelijke instrumenten werden niet verkocht maar veel kostbare meubelstukken werden gekocht door de Engelse koninklijke familie en Britse edelen. In 1793 werden in het gebouw een museum en een conservatorium geopend. Het gebouw maakte een verzorgde, maar troosteloos lege, indruk op de schaarse bezoekers.

### Keizer Napoleon I
Na zijn kroning tot keizer der Fransen in 1805 overwoog Napoleon om zijn intrek in het kasteel te nemen. Hij liet door de architect Fontaine in 1810 plannen maken voor een zeer ingrijpende verbouwing van het kasteel.
In de plannen waren een koepel en zuilengalerijen voorzien, alle gevels zouden in een eentonige strakke stijl zijn verbouwd.
Napoleon, die op Sint-Helena tegen Las Cazes verklaarde dat hij een hekel aan het kasteel had, was, volgens eigen zeggen, ook van plan geweest om alle "smakeloze beelden van nimfen" en de vele bloemperken uit de tuinen te verwijderen om daar reusachtige beeldengroepen en reliëfs van al zijn veldslagen te laten plaatsen.
De keizer verbleef wel geregeld in het kleinere en makkelijk te meubileren Grote Trianon. Van de 50 miljoen Livres die zijn architecten voor het herstel van Versailles vroegen werd uiteindelijk niet meer dan 8 miljoen uitgegeven. Het keizerrijk had veel geld nodig voor de steeds aanhoudende oorlogen tegen Engeland en zijn bondgenoten. Het kasteel bleef behouden, maar er veranderde door het gebrek aan fondsen uiteindelijk niets. De keizer spendeerde wel veel geld aan Malmaison en het kasteel van Laken.

### De Restauratie van de Bourbons
Het lege kasteel was voor de koningen van de Restauratie, Lodewijk XVIII en zijn broer Karel X, een probleem. Zij geven er geen nieuwe bestemming aan en een halfslachtige poging om de koninklijke slaapkamer in zijn oude glorie te herstellen mislukte in veler ogen omdat men onvoldoende oog had voor kwaliteit en details.
De door Gabriel begonnen vernieuwing van de gevels aan de stadskant werden gedeeltelijk afgerond want veertig jaar na het Noordelijke paviljoen werd nu ook het zuidelijke paviljoen van het corps-de-logis, het hart van het kasteel, in classicistische stijl herbouwd.

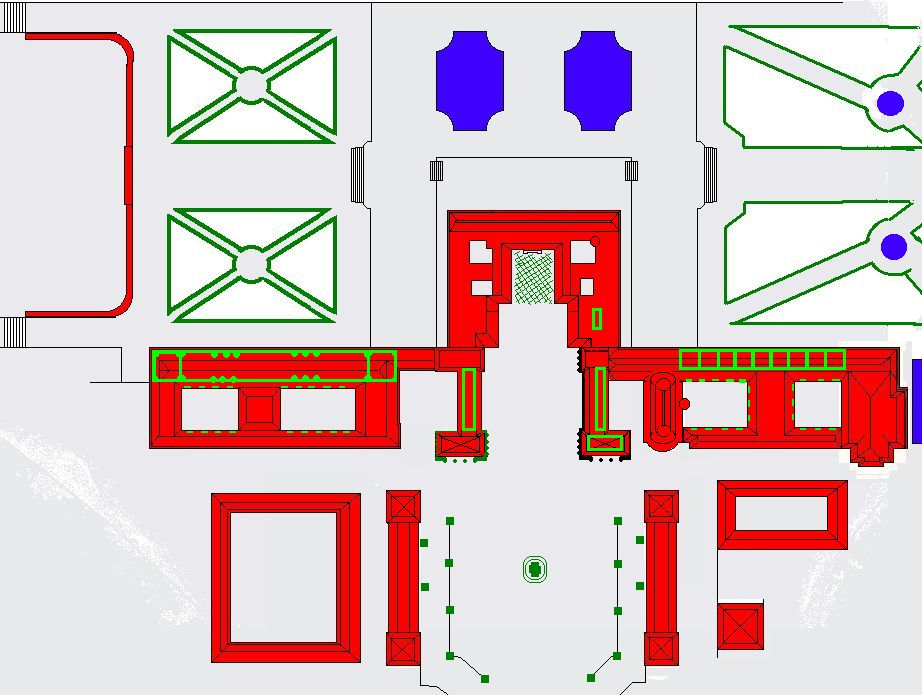
Versailles als museum voor "toutes les gloires de la France". In en aan het gebouw werd veel gesloopt en verbouwd. Er kwamen een nieuwe westvleugel, het marmer op het voorplein voor de koninklijke slaapkamer maakte plaats voor keien, het voorplein werd vol standbeelden gezet en in de vleugels kwamen schilderijenzalen en galerijen.

### Louis Philippe; "A toutes les Gloires de la France"
Tijdens de regering van de liberale Louis Philippe; werd duidelijk dat Versailles geen residentie meer zou zijn. De Burgerkoning liet, volgens de smaak van zijn tijd, een enorm museum binnen de muren van het bestaande gebouw optrekken.
Lodewijk Philips probeerde de tegenstellingen in de Franse maatschappij te verzoenen door de geschiedenis van de middeleeuwen, de kruistochten, de koningen, de revolutie én het keizerrijk in het gebouw te tonen.
Op de voorgevels van de twee uitstekende paviljoens verschijnt het devies "A toutes les Gloires de la France" (Nederlands: "Aan alle glorie van Frankrijk gewijd"). De middeleeuwen, de revolutie, het empire en het Ancien Régime werden hierdoor onder een noemer gebracht.
Zalenreeksen werden gewijd aan de kruistochten en in de zuidelijke vleugel die eerder de koninklijke prinsen in schitterende appartementen huisvestte, werd een grote "galerij van de veldslagen" ingericht. De prachtige houten lambriseringen werden elders in het paleis opgeslagen.
De grote open galerijen of loggia's rond de binnenpleinen van de zijvleugels werden met ramen afgesloten. In de galerijen werden beelden opgesteld.
Het gietijzeren plafond van deze zaal waarin men naast de triomfen van de Franse koningen uitzonderlijk grote schilderijen van de veldslagen van de revolutionaire en napoleontische oorlogen toont was een revolutionaire doorbraak in de architectuur.
Omdat men nog aan deze revolutionaire bouwwijze en het nieuwe materiaal moest wennen werd de constructie met veel stuc en verguldsel gecamoufleerd.
Ook elders in het paleis werd veel gebroken en gesloopt. De binnenplaatsen in de koninklijke appartementen werden vervangen door trappenhuizen en er werden enorme galerijen aangelegd.
De grote voorhof aan de stadskant werd verminkt door het verwijderen van de marmeren bestrating en het verlagen van het vloerniveau.
Verder kwamen er veel standbeelden en werden de hekken tussen het binnenhof van de koning en het grote voorplein verwijderd.
Als volgende grote stap richtte de koning in een vleugel het Musée de l'Histoire de France op; 3000 schilderijen werden door hem besteld bij Franse schilders, waaronder Eugène Delacroix. Daarnaast werden ook oudere objecten verzameld en geëxposeerd in de grote galerijen van het kasteel(ruim 18 000 m²). De collectie bestaat nog steeds en bevat een magnifieke verzameling portretten van 17e- en 18e-eeuwse hovelingen en kunstenaars.
De spoorlijn Versailles - Parijs ontsloot in 1840 de tuinen voor het eerst voor de duizenden Parijzenaars.
Diezelfde stoomkracht maakte voor het eerst mogelijk dat de fonteinen werkelijk klaterden en een zondagmiddag in het slotpark werd een populair "uitje" voor de burgers van Parijs.

### Het kasteel aan het einde van de 19e eeuw
De revoluties van 1830 en 1848 gingen ongemerkt aan het gebouw voorbij, maar in 1870 werd het kasteel door Pruisische troepen bezet. Zij brachten geen grote vernielingen aan, maar stookten de kachels met de fraaie, bewaard gebleven wandbetimmeringen van de vertrekken van de prinsen.
De Pruisische Koning werd in de spiegelzaal uitgeroepen tot Keizer van Duitsland.
Na de vrede met Duitsland zetelde de Franse regering in het kasteel. Het parlement vergaderde in de balzaal, de grote galerij van de veldslagen was een postkantoor en de rest van het gebouw werd als veldlazeret gebruikt want in Frankrijk was een burgeroorlog uitgebroken tussen twee regeringen, de "Commune" in Parijs en het reactionaire regime dat kortweg "Versailles" werd genoemd.
Rond 1900 werd, als gevolg van veranderde inzichten in museumbeleid en onder invloed van het moderne conserverende en reconstruerende monumentenzorg, een nieuwe weg ingeslagen; het paleis van de Zonnekoning werd langzaam maar zeker door de nieuwe conservator Pierre de Nolhac gereconstrueerd. Het museum van de burgerkoning werd daarvoor, overal waar dat nodig was, weer ontmanteld. De honderden beelden van belangrijke Fransen die de Burgerkoning rond het slot had laten plaatsen rusten sindsdien in de kelders van het kasteel.
In 1918 werd in Versailles een vredesconferentie gehouden. Duitsland werd gedwongen om in de Spiegelzaal een vernederende vrede te sluiten.
In de galerij van het Grote Trianon sloten de geallieerden in 1919 vrede met Hongarije.

### Versailles in de 20e eeuw
De Restauraties werden na de Tweede Wereldoorlog energiek opgepakt door de nieuwe conservator Gerald van der Kemp. De heer en mevrouw van der Kemp zagen in dat het verweesde slot machtige vrienden en mecenassen nodig had.
Met exclusieve diners en ontvangsten bewogen de van der Kemps, die in het kasteel de appartementen van minister Colbert bewoonden, rijke Amerikaanse zakenlieden zoals leden van de familie Rockefeller om meubels, schilderijen en geld aan Versailles te schenken.
Generaal De Gaulle, als altijd trots op "zijn" Frankrijk, steunde de restauraties en verbouwde twee vleugels van het grote Trianon tot zomerresidentie en gastenverblijf van de regering.
Twee hoogtepunten van de restauraties zijn het opnieuw inrichten van de slaapkamer van Lodewijk XIV en de reconstructie van de appartementen van de dochters van Lodewijk XV. Ten behoeve van de enorme, nauwelijks te beheersen, stroom bezoekers werd in de koninginnevleugel een nieuw trappenhuis, naar een oud maar nooit voltooid ontwerp, gebouwd. Van der Kemp was ook verantwoordelijk voor de terugkeer van de (deels oorspronkelijke) meubelen in Versailles, die sinds de Franse Revolutie verspreid waren geraakt over de gehele wereld. Deze meubelen moesten meestal worden teruggekocht uit privéverzamelingen en musea. Een van zijn belangrijkste wapenfeiten tijdens het project was de terugkeer van het bureau van Lodewijk XV.
Gerald van der Kemp wist het ministerie van defensie er in 1990 toe te brengen om de grote en kleine stallen te verlaten. De opzienbarende gebouwen waren door het leger verwaarloosd en konden pas na uitgebreide restauraties weer een collectie rijtuigen en een rijschool huisvesten.
Het Franse parlement vergaderde, wanneer er belangrijke besluiten zoals grondwetsherzieningen moesten worden genomen, zo nu en dan in het kasteel van Versailles.

## De toekomst van het Kasteel
In de 20e eeuw kon verder worden gewerkt aan een nieuwe inrichting van het museum. De door Pierre de Nolhac ingeslagen koers wordt daarbij aangehouden. Uiteraard worden de museumconservatoren geconfronteerd met andere problemen dan in de 19de eeuw. De aandacht wordt vooral aan restauratie besteed zodat dit 17de-eeuws Kasteel nog vele eeuwen met zijn glorie kan pronken. Daarnaast zijn specialisten al decennialang de wereld aan het afzoeken naar historische stukken die ooit in het Kasteel verbleven. Nog steeds zijn meubels met het brandmerk van Versailles in de antiekhandel zeer gezocht. De Vrienden van Versailles zetten zich in om dit in 1793 verdwenen meubilair op te sporen.
Er viel veel te herstellen; het verlagen van de vloeren op het erehof en het weghalen van de hekken die dat hof ooit in drie gedeelten scheidde heeft het paleis ernstig verminkt. Ook het 17de-eeuws ruiterstandbeeld van Lodewijk XIV, gegoten door François Girardon, heeft op dat plein niets te zoeken.
Versailles restaureerde in 2000 de spiegelzaal maar ook het opnieuw aanbrengen van een marmeren vloer en vergulde hekken op het voorplein en het opnieuw vergulden van daklijsten en goten stonden op het verlanglijstje van de conservatoren.
Op 30 oktober 2003 presenteerde de Franse minister van Cultuur, Jean-Jacques Aillagon, het project "Grand Versailles". Na de uitbreiding van het Louvre kreeg nu Versailles nieuwe ingangen, restauraties en voorzieningen. In een kostbare restauratie wordt het voorplein hersteld in de staat van 1789 en worden ook de tuinen opnieuw beplant
Het programma kost 135 000 000 euro.
In 2009 was een deel van de daken van het centrale corps de logis opnieuw verguld. De vergulde smeedijzeren hekken tussen het cour d'honeur en het voorplein zijn weer in ere hersteld en de bestrating van het voorplein is opnieuw gelegd. Het 19e-eeuwse ruiterstandbeeld van Lodewijk XIV is verplaatst naar een plek buiten de hekken van het museum, dicht bij de stallen.
De "grote ménus", de dienstgebouwen ten zuiden van het paleis, waren lange tijd een lazaret en in gebruik bij het Franse Ministerie van Defensie. In 2009 werden zij grootscheeps verbouwd zodat zij de technische installaties van het paleis, de administratie, de depots voor kunst en beeldhouwwerken en de verwarmingsinstallatie zouden kunnen gaan herbergen.
De bouwvallige of verwaarloosde muren van de zuidelijke vleugel, verouderde elektriciteitsleidingen, verwarmingen en beveiliging worden hersteld.
Grote zalencomplexen zoals de in de 19e eeuw gebouwde "Zalen van de Kruistochten" zijn al sinds jaar en dag niet voor het publiek toegankelijk. De oude "Zalen van de Franse Admiraals" op de begane grond van het corps de logis zijn daarentegen hersteld als de 18e-eeuwse appartementen van de Dauphin, de Dauphine en de dochters van Lodewijk XV. In deze zalen vindt men bouwkundige sporen van de badappartementen van de Zonnekoning terug. De appartementen zijn nu onderdeel van de rondgang door het paleis.
In de herfst van 2009 werd de gerenoveerde opera van Gabriël heropend met een reeks voorstellingen van wereldberoemde musici.

## Een overzicht van de bouwgeschiedenis

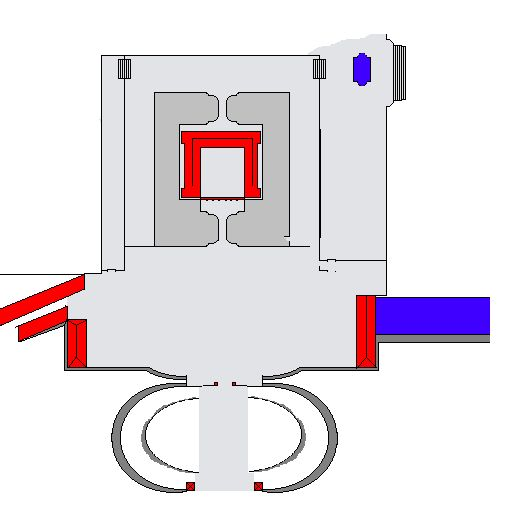
Versailles in 1623. Het kleine kasteeltje van Lodewijk XIII
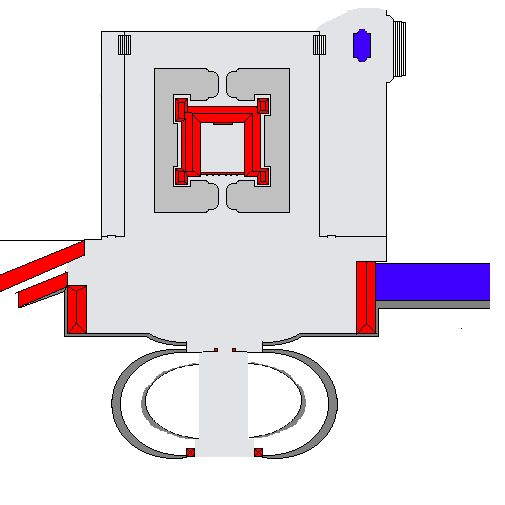
Versailles in 1638. Lodewijk XIII bouwde op iedere hoek vier salons met mansardes.
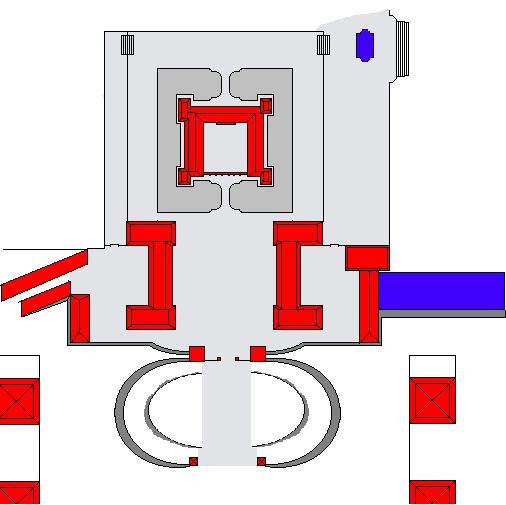
Versailles in 1668. De eerste uitbreiding door Lodewijk XIV.Stallen, een driehoekige kennel en een "grot van Thetis" flankeren het kasteeltje.
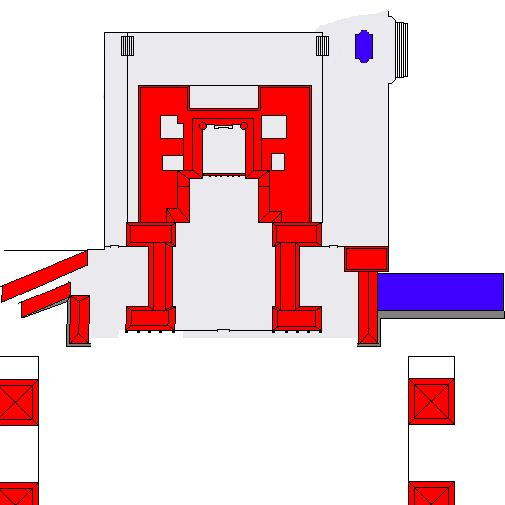
Versailles in 1674. De grote zalenreeksen aan weerskanten verbinden het kasteel met de stallen en het caviershuis. Deze worden verbouwd tot woonruimten. De droge gracht is verdwenen.

De hieropvolgende afbeeldingen zijn in een kleinere schaal getekend:

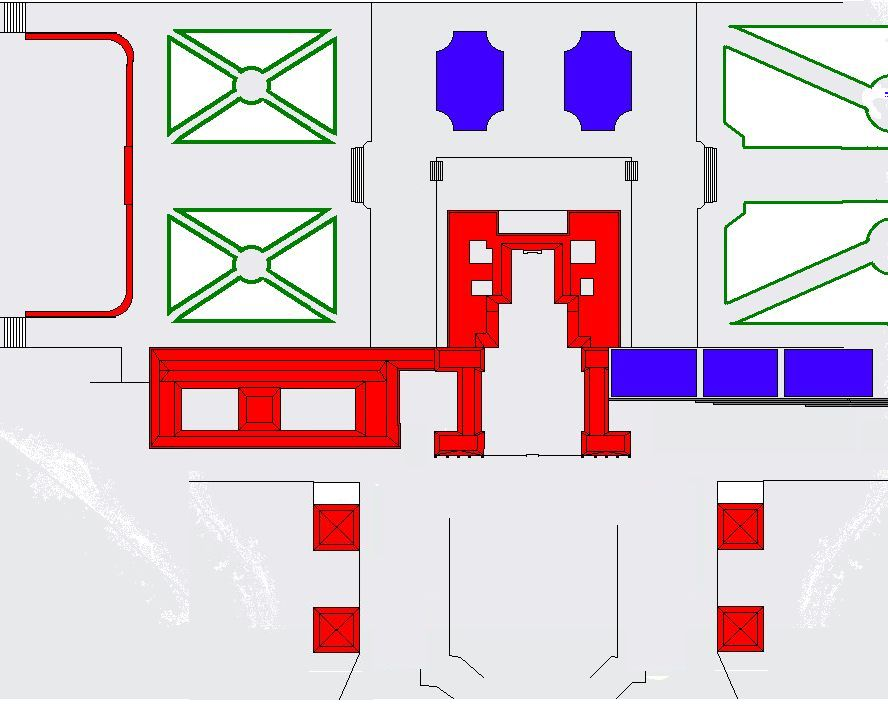
Versailles in 1672. Reusachtige terrassen, een oranjerie en een zuid- of prinsenvleugel werden gebouwd. Rechts van het kasteel liggen grote reservoirs met water voor de fonteinen.
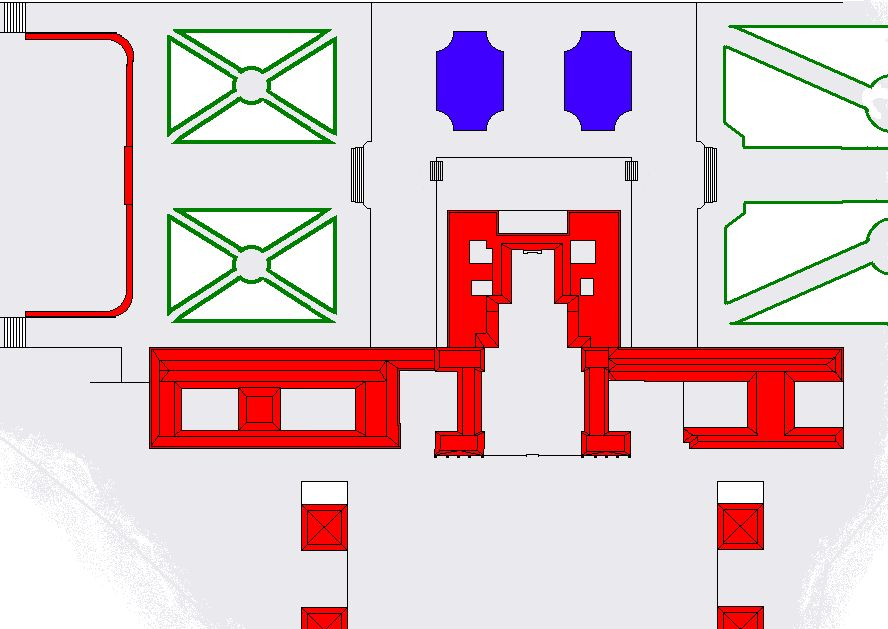
Versailles in de late jaren 70. De Noord- of edelenvleugel is gebouwd. Men bouwt aan de vleugels van de ministers.
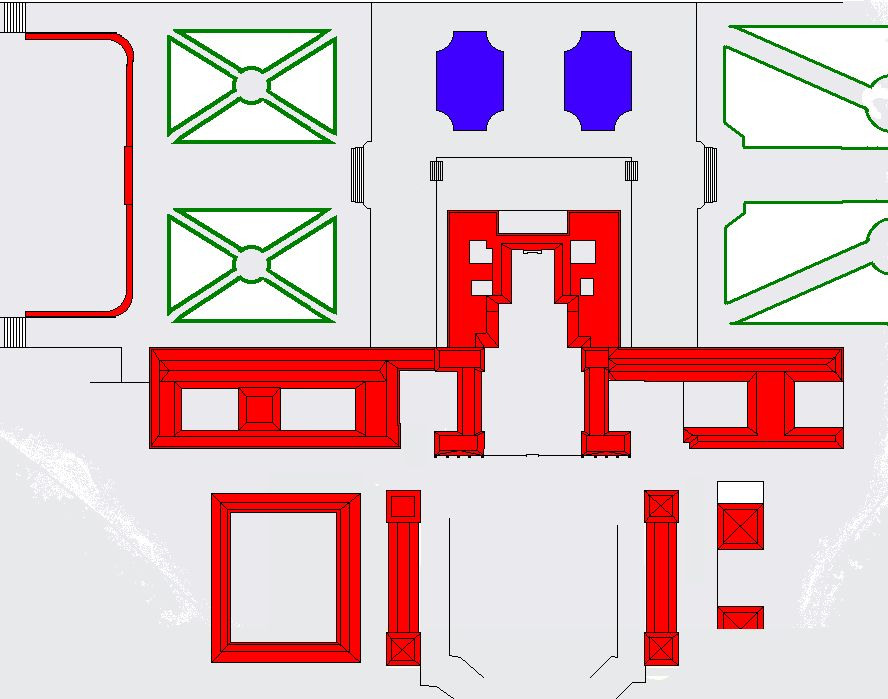
Rond 1680 waren ook de ministervleugels en de "grand commun", dienstgebouwen, gereed. Op het zuiden ligt nog een terras ter hoogte van de bel-etage waar spoedig de spiegelzaal zal verrijzen.
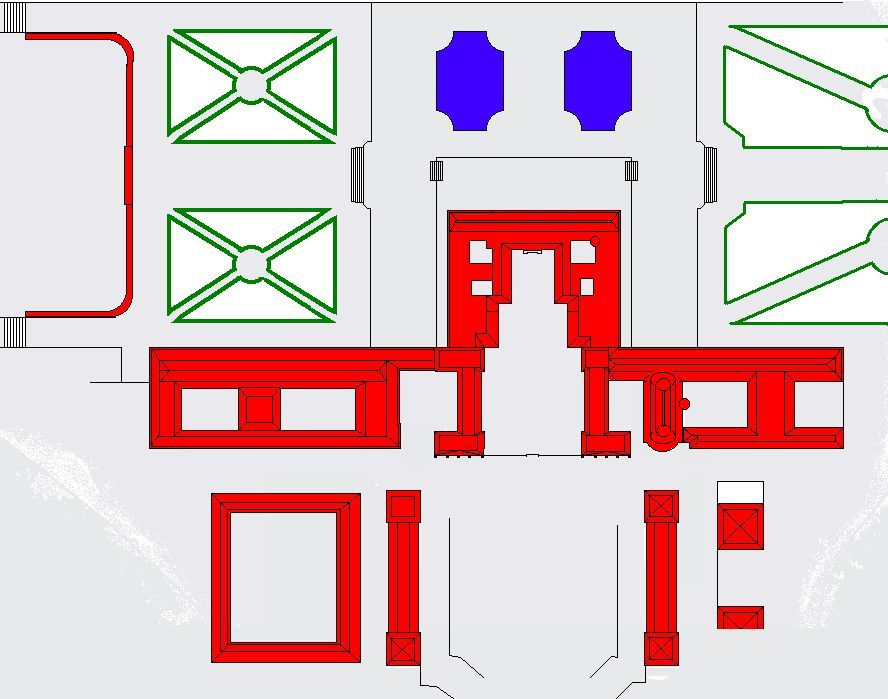
Versailles in 1715. De spiegelzaal, let op de hoge daken doe daarvoor nodig zijn, en de kerk zijn gebouwd.
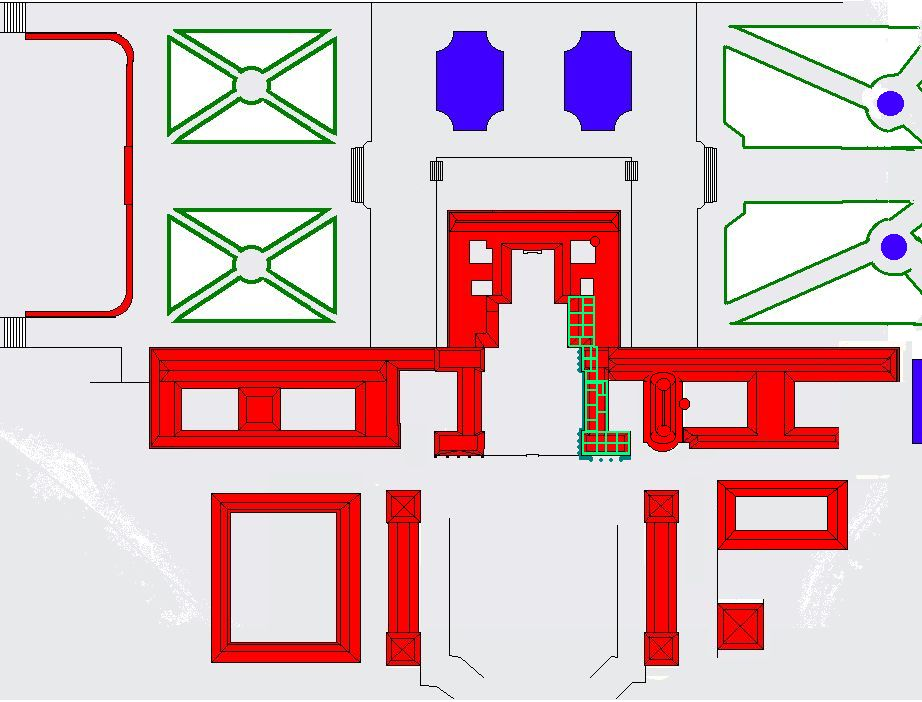
Versailles werd door Lodewijk XV verbouwd. De trap van de ambassadeurs en de woning van de commandant van de lijfwacht in de oostvleugel werden vervangen door intieme vertrekken voor de koning.
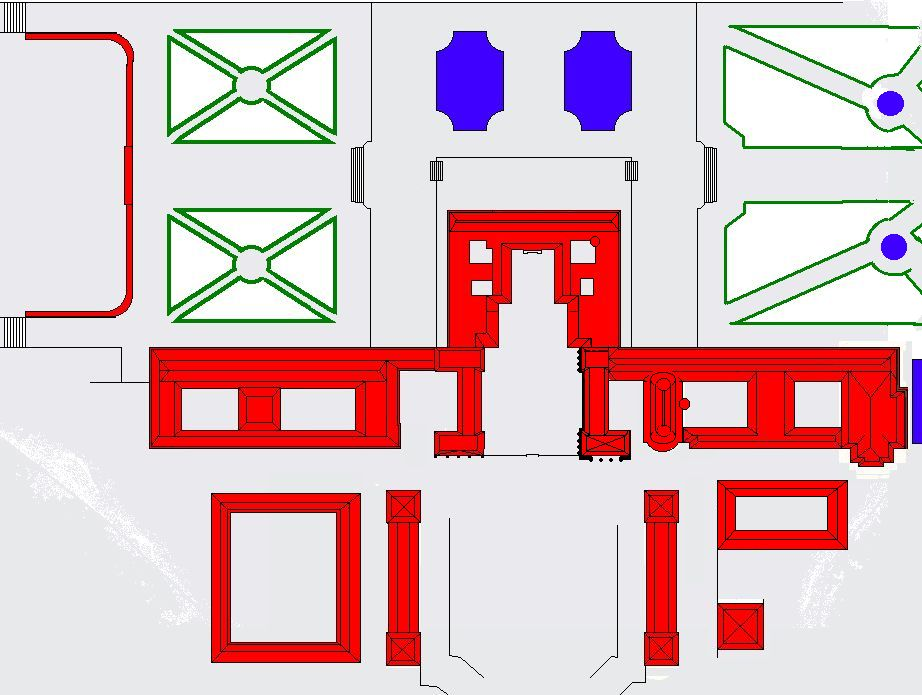
Lodewijk XV liet Gabriel een nieuwe façade ontwerpen. Alleen dit deel (in dik zwart) werd afgebouwd. Versailles kreeg ook een opera aan het einde van de noordvleugel.
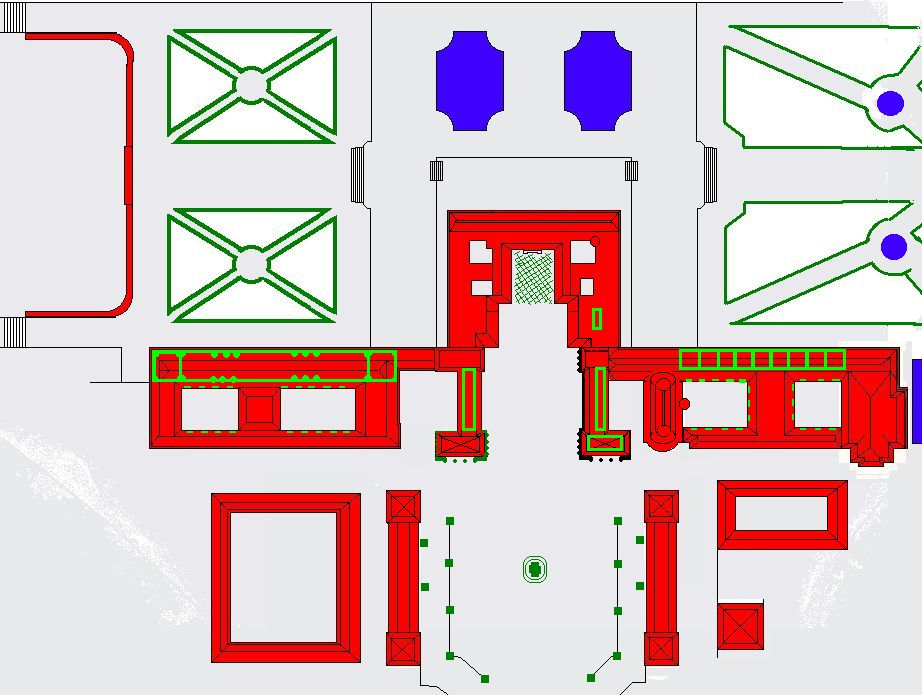
Versailles als museum voor "toutes les gloires de la France". In en aan het gebouw werd veel gesloopt en verbouwd. Er kwamen een nieuwe westvleugel, het marmer op het voorplein voor de koninklijke slaapkamer maakte plaats voor keien, het voorplein werd vol standbeelden gezet en in de vleugels kwamen schilderijenzalen en galerijen.
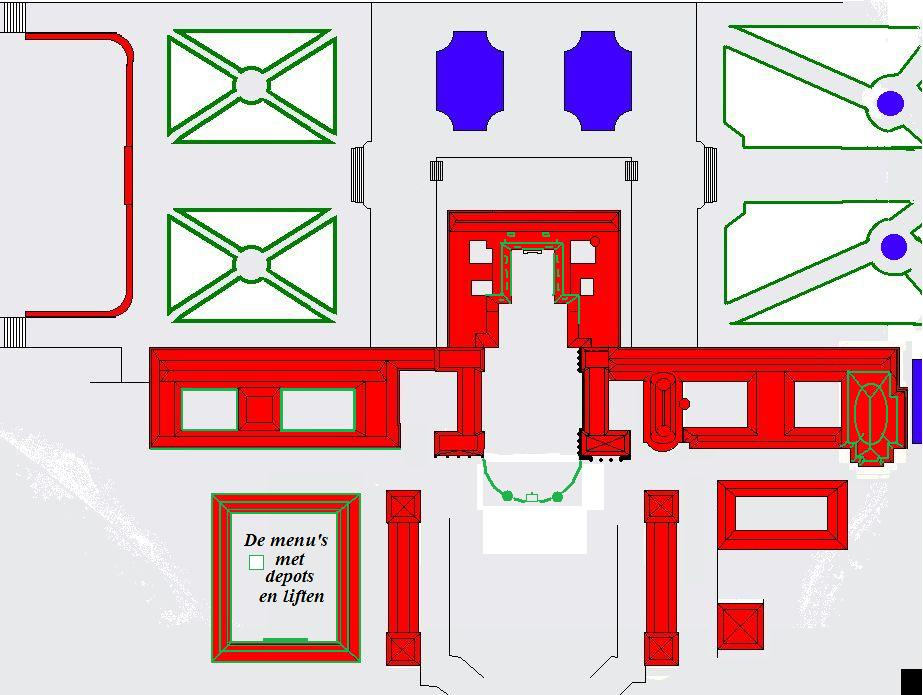
In groen de restauraties en renovaties van 2000-2010. De opera, het gedeeltelijk vergulde dak van het corps de logis en het voorplein werden hersteld. De zuidelijke vleugel en de menus werden grootscheeps verbouwd. Het beeld van Lodewijk XIV is van het cour d'honeur verdwenen.

## De bouwheren en architecten

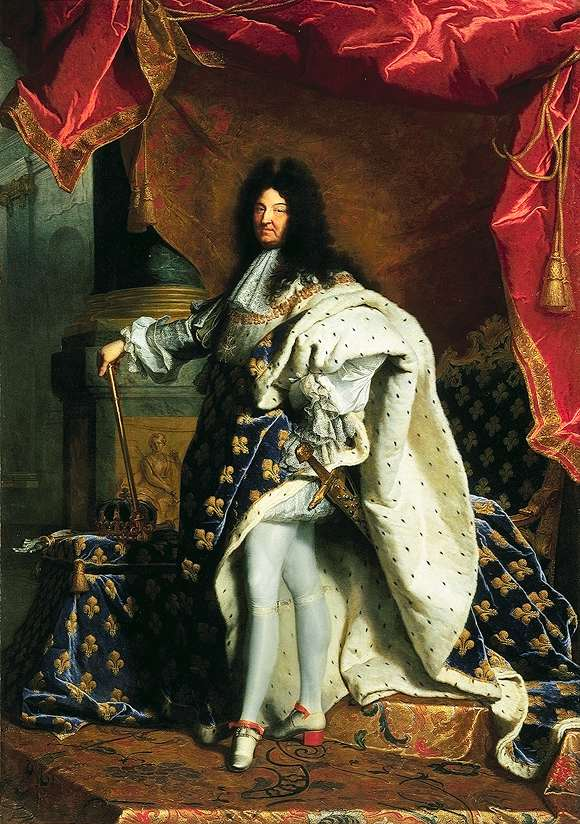
Koning Lodewijk XIV
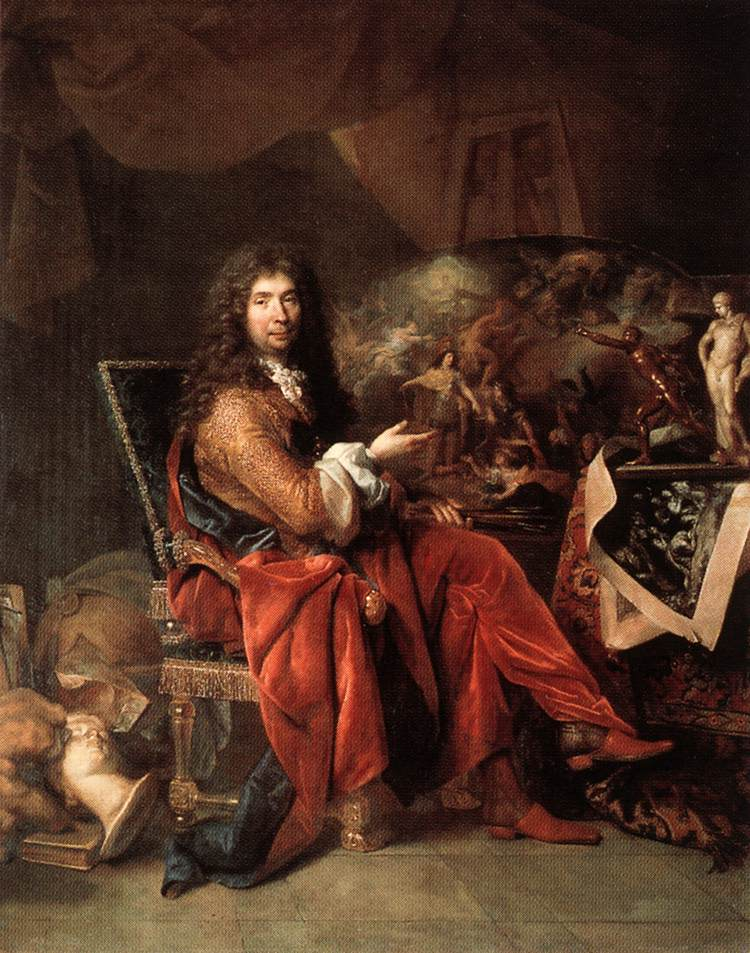
Charles Le Brun bouwde de spiegelzaal.
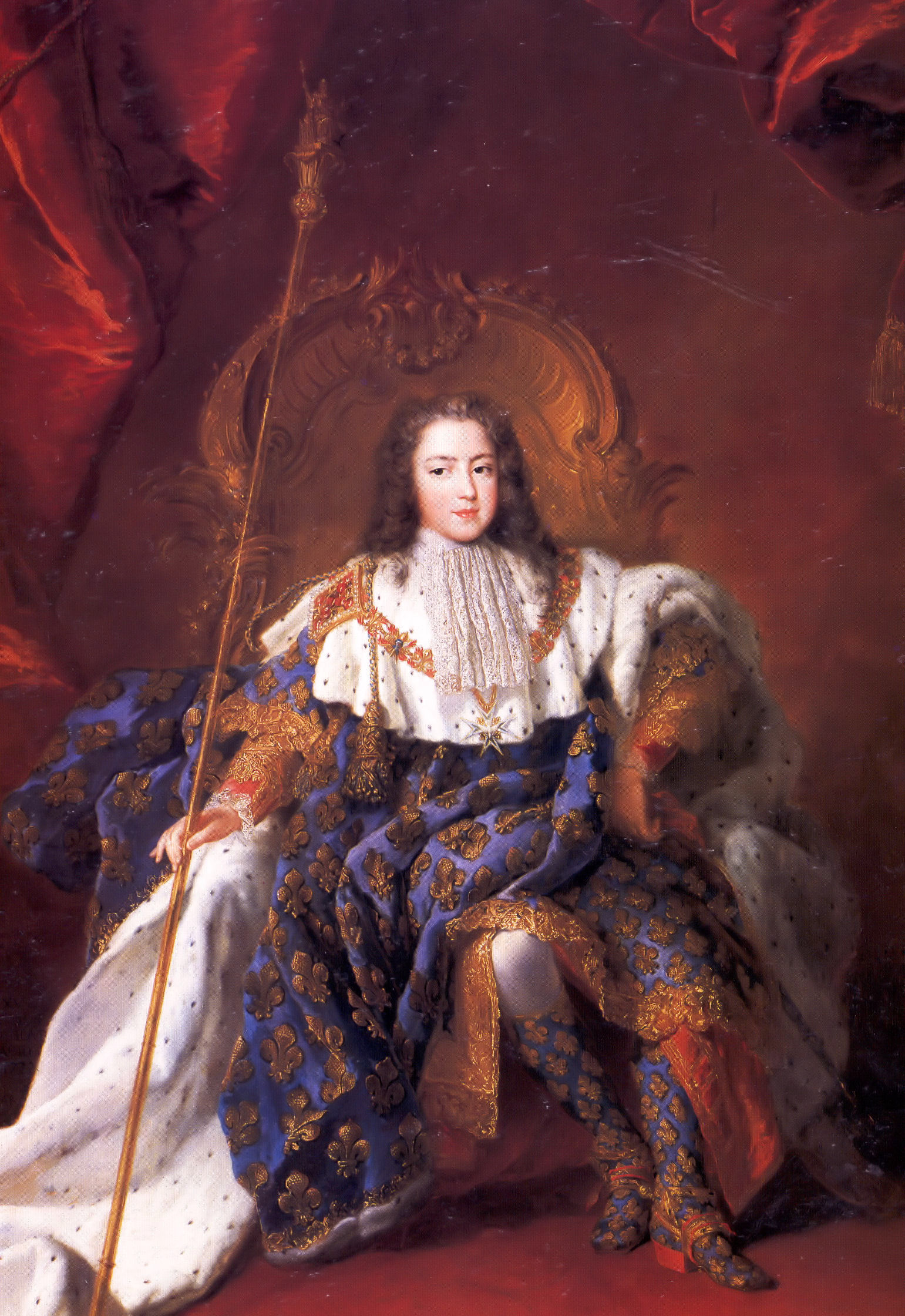
Koning Lodewijk XV
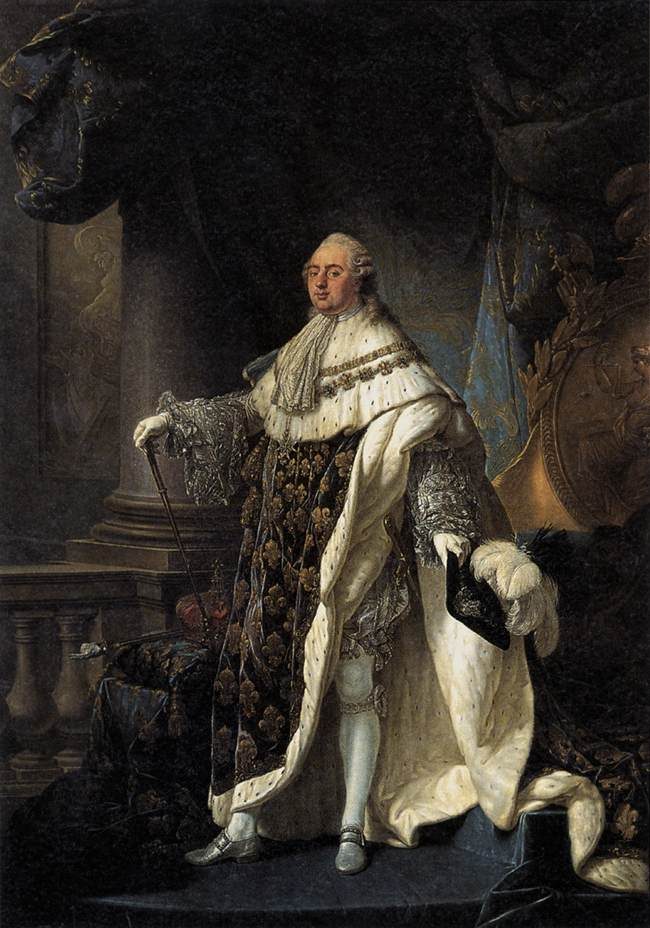
Koning Lodewijk XVI
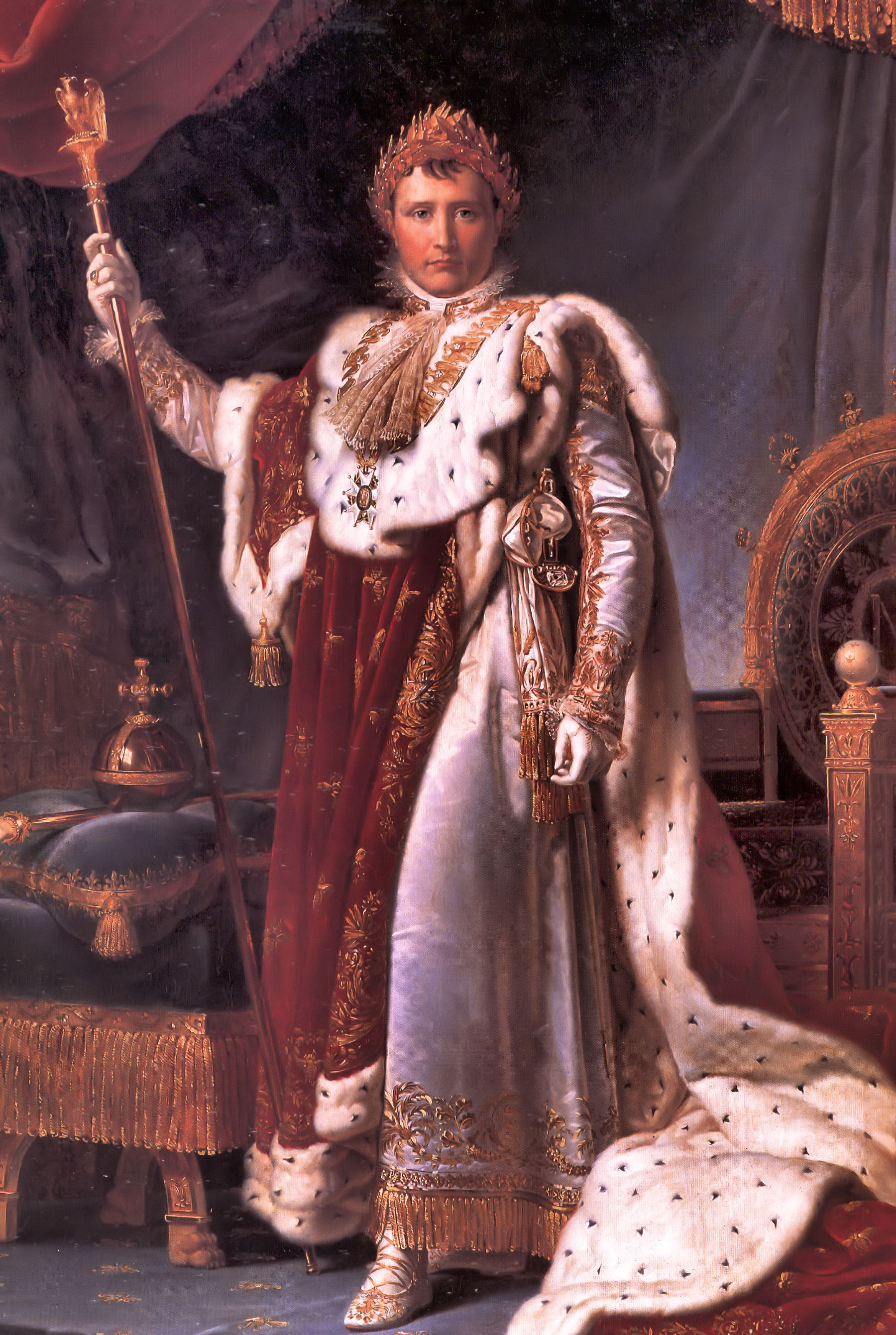
Napoleon I Keizer der Fransen
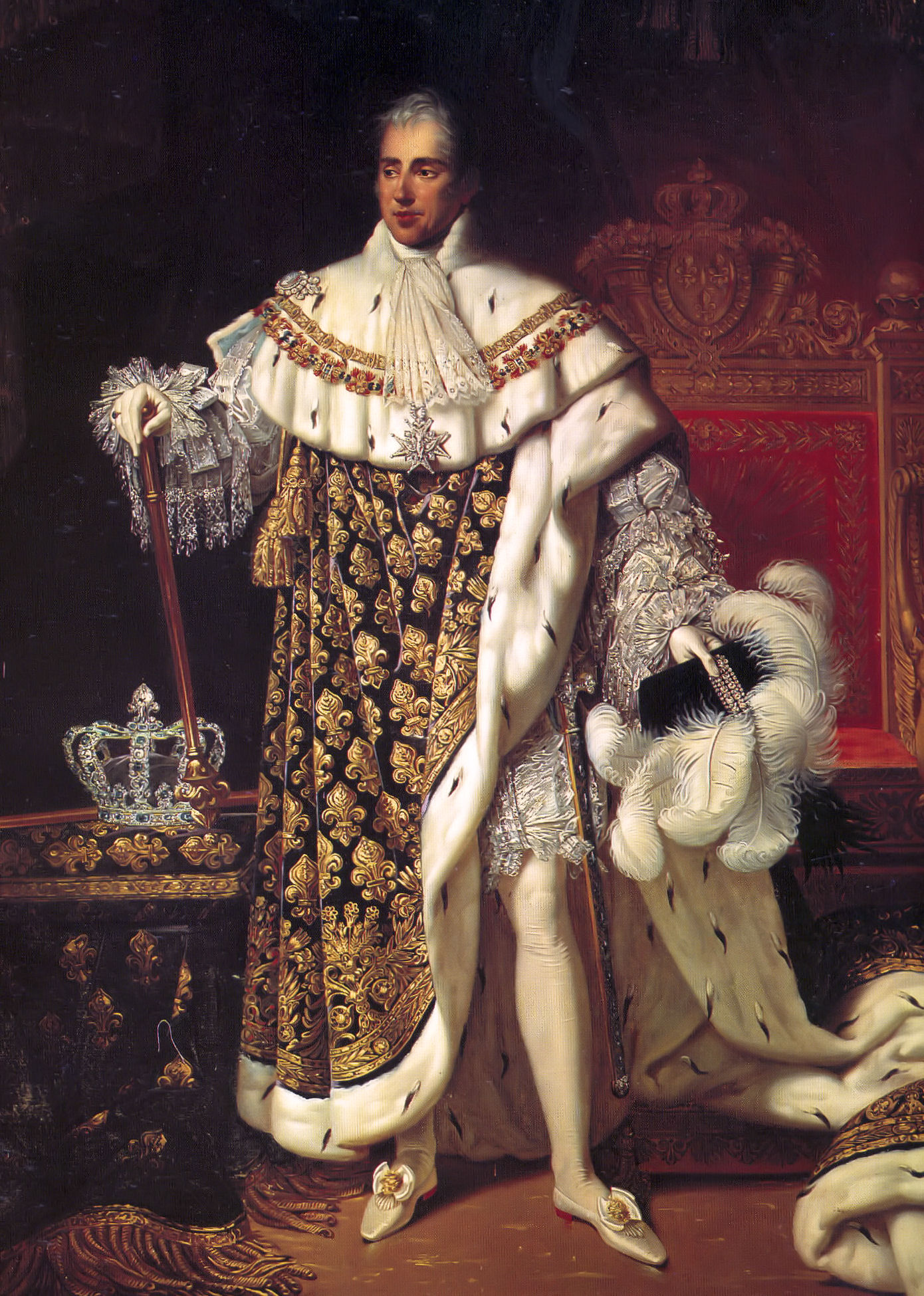
Karel X; Koning der Fransen
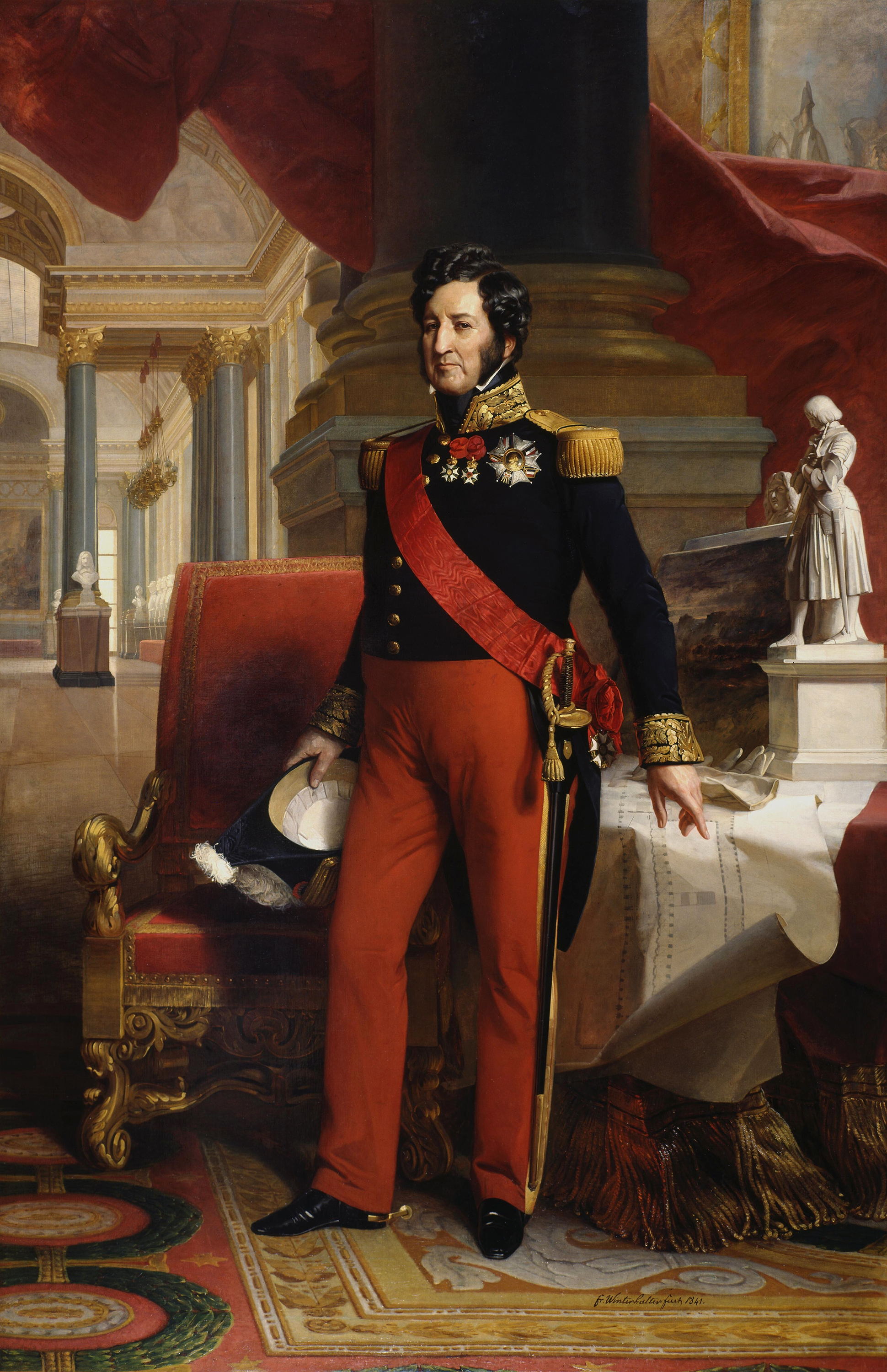
Louis-Philippe; in de door hem gebouwde Galerij der Veldslagen
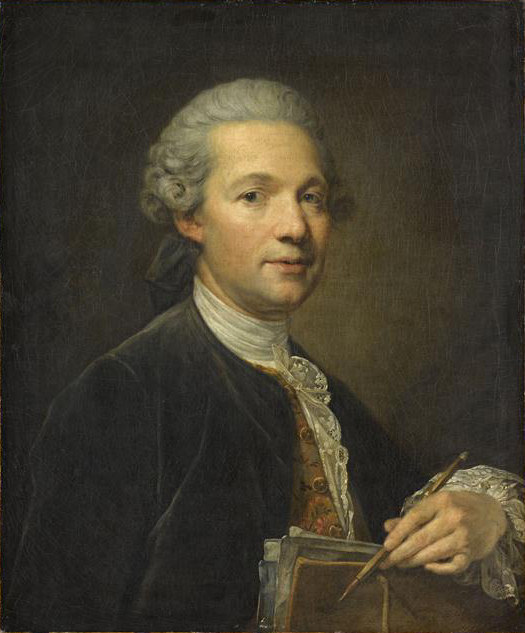
De architect Ange-Jacques Gabriel werkte voor Lodewijk XV en Lodewijk XVI.